# Кувайцев, Олег Григорьевич
Олег Григорьевич Кувайцев (род. 4 января 1950, Ишимбай) — советский российский джазмен, продюсер. Заслуженный артист Российской Федерации (2006) Руководитель Ленинградского диксиленда (на фото https://web.archive.org/web/20121218153555/http://www.ldljazz.com/about.html).
Начинал карьеру музыканта на сцене Ишимбайского Дворца культуры под руководством М. Е. Терехина в джаз-оркестре «Биг Бенд»
Окончил Ульяновский политехнический институт. С 1972 года — в Ленинграде. Саксофонист ансамбля «Орфей», с 1981 года — саксофонист, аранжировщик, художественный руководитель джаз-оркестра Ленинградский диксиленд.
Участвовал в записи альбома «Песни рыбака» группы «Аквариум».

## Записи
- Пусть это продлится вечно (1987)
- The Leningrad Dixieland Jazz Band (1993)
- Ленинградский диксиленд представляет Анатолия Чимириса (1995)
- By The Way (2001)
- The Leningrad Dixieland Jazz Band. Sounds Of Russia. 1958—1995 (2001)
- JFC. 10 лет (2004)